# F-1手榴彈 (蘇聯)
F-1手榴弹（绰号檸檬手榴彈）一種高爆破片 (HE-Frag) 防禦性手榴彈，可用作殺傷人員 (AP) 手榴彈，也用作誘殺裝置（BTP）的一部分。是蘇聯於二戰参考法国F1手榴弹設計的。其中的Ф意指爆炸性（Фугасный）。
因为黄绿色的外壳也被昵称为柠檬（Лимонка），主要有两种说法：一是因其外形酷似柠檬，二是以法国F-1手榴弹设计者爱德华雷曼（Leman）。在俄罗斯军队中还有另外的绰号 «фенюшка»。

## 設計及歷史

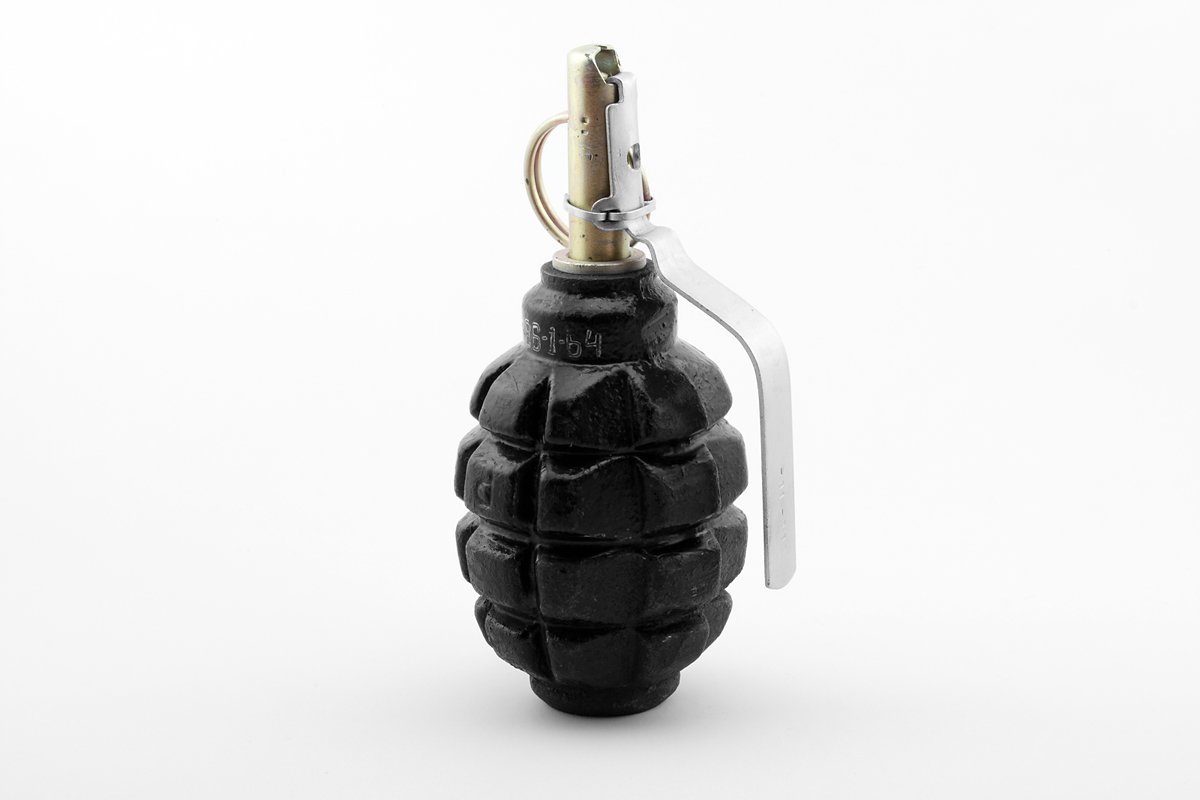
F-1训练手榴弹

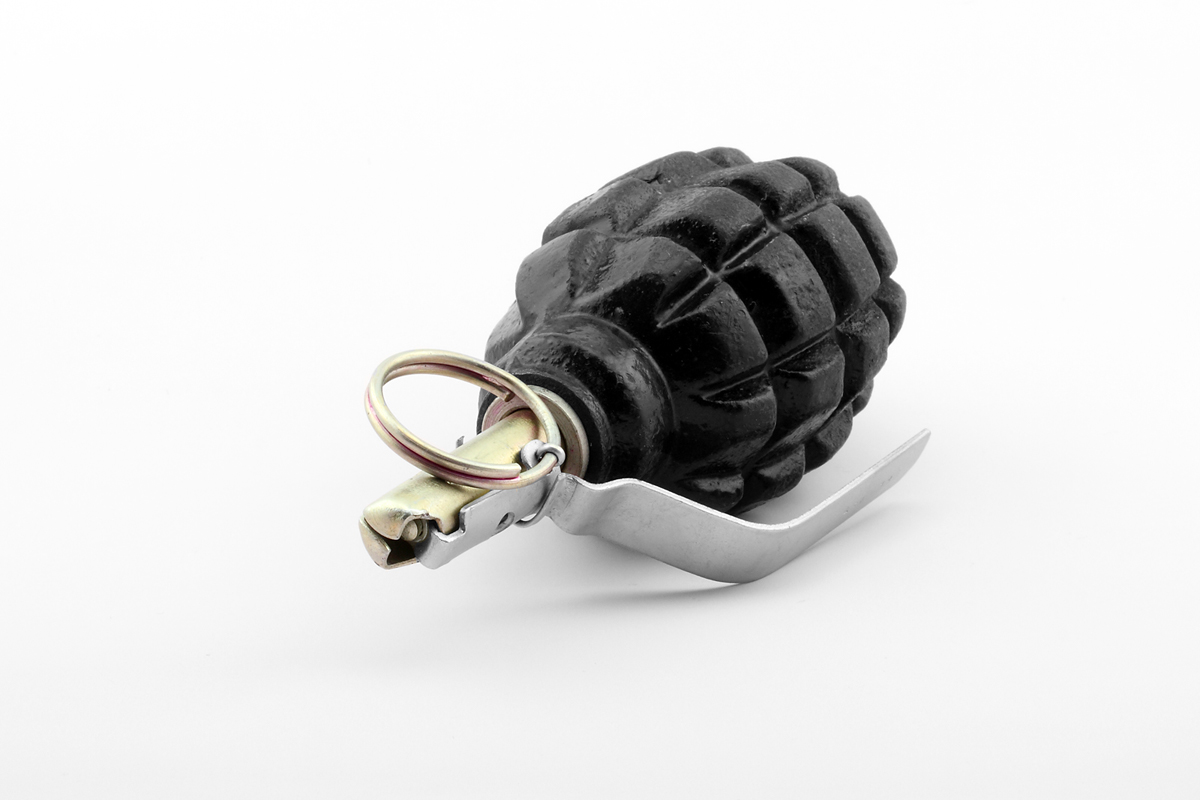
F-1

1915年法国F-1手榴弹主體設計的簡單性和合理性，該手榴彈很快就在俄羅斯服役。但是由于引信设计缺陷，容易受潮失效。

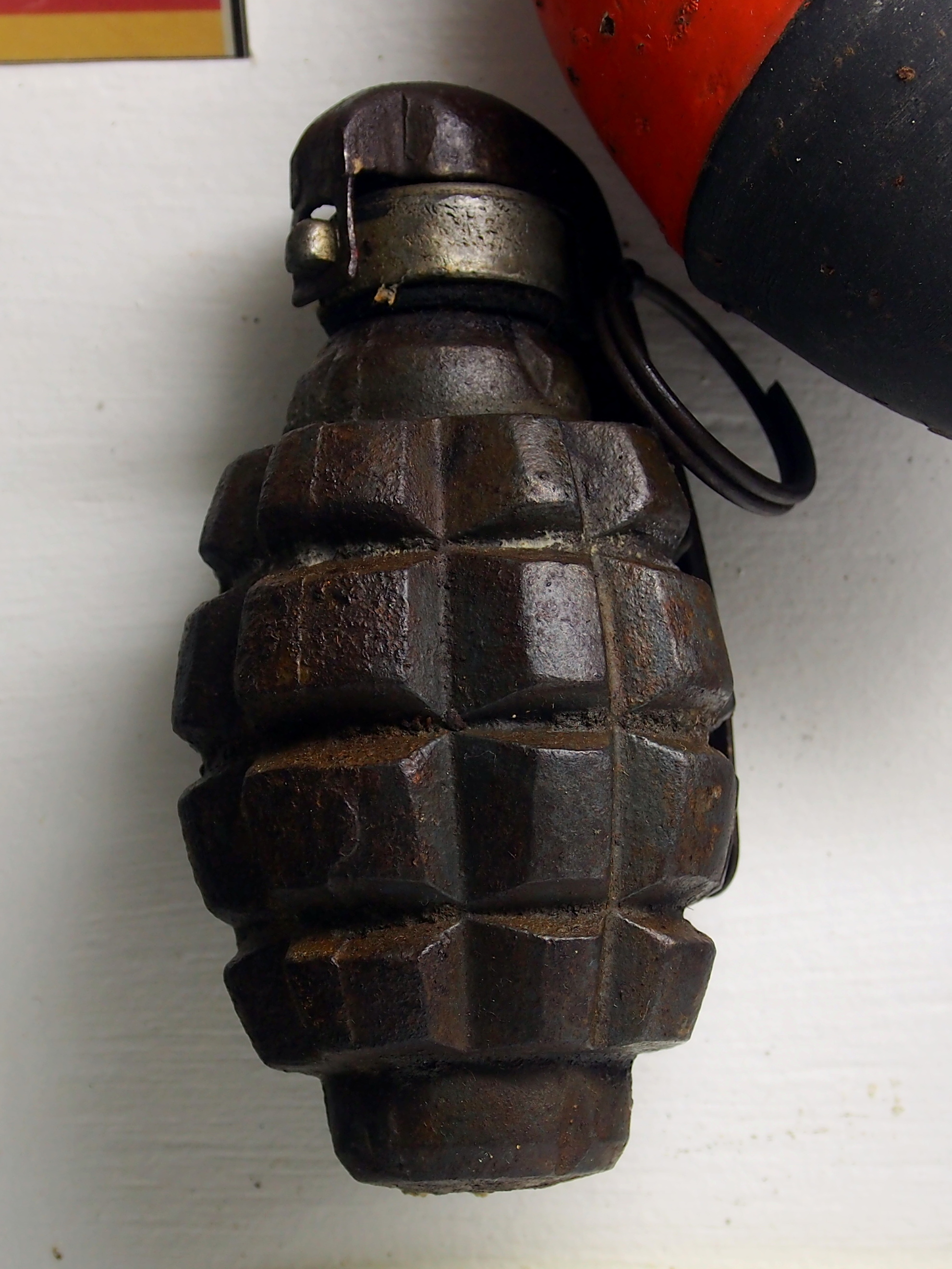
法国F-1手榴弹1916型

國防人民委員部火砲廠設計局的设计师奧多爾·赫拉梅耶夫 （Федор Храмеев）。在1939年2月接到了研發防禦手榴彈的任務，以解决在冬季战争中在红军服役的RGD-33和1914-1930年型號的瓶狀手榴彈在冬季被凍住，而且很難裝備無法在雪地上正常投擲的问题。同时满足投擲方便、引信安全、碎片數量充足的设计要求。
设计师根据一次世界大战的法國的F-1的照片进行了设计，并用鋼替換了 F-1 的普通鑄鐵壳体 ，以增加碎片的破壞力。由於其可靠性、緊湊的設計和較高的戰鬥質量，F-1手榴彈深受紅軍士兵的歡迎。
1941 年，設計師 E.M.維西尼和 A.A. Poednyakov 為 F-1 手榴彈開發並投入使用一種新的、更安全、設計更簡單的引信，以取代 Koveshnikov 的引信。
1942 年，UZRG引信UZRG在 F-1 和 RG-42 手榴彈上通用。
第二次世界大戰期間，由于物资紧缺個別工廠生產了採用陶瓷壳体的 F-1。列寧格勒保卫战期间，F-1 手榴彈是用有缺陷的50毫米迫擊砲彈生產的。
蘇聯在二戰後開始把大量F-1手榴彈及其他武器運住多個國家，包括伊拉克及其他阿拉伯地區，而這些國家亦有推出仿制版本。雖然已停產，但由於制造數量眾多，在戰場上仍有出現。

## 性能[7]
F1手榴弹根据士兵身体素质以正常可拋擲到30至45米，有效殺傷半徑約為30米。F-1手榴彈內裝60克三硝基甲苯（TNT）炸藥，連UZRGM引信共重600克，蘇聯的RG-41、RG-42及RGD-5手榴彈亦有採用引信，這种引信的引爆時間為3.2至4秒。
F-1 手榴弹由外壳、爆炸药和引信组成。榴弹体为铸铁，有纵向和横向凹槽。外壳上部有一个螺丝孔，用于拧入引信。在储存、运输和携带手榴弹时，会将一个塑料塞拧入这个孔中防潮和进入异物。
为了增加碎片的数量，外壳表面呈方块巧克力状。外壳在爆炸时会产生约 290 个巨大的重型碎片，初速约为每秒 730 米。同时，38% 的弹体质量产生杀伤性碎片，其余的则被简单地雾化。碎片散布面积为 75 - 82 平方米。
UZRG引信由點火器起爆器、控制裝置和雷管起爆器組成。點火機構由撞針、主弹簧、安全球、帶外桿的安全帽、帽彈簧和帶環的安全銷組成。鼓手被放置在框架內。撞針的底部有一個撞針，側面有一個半圓形凹槽，用於放置安全球。 UZRG引信的延迟時間為3.2-4.2秒。
引信的點火機構始終處於翹起狀態，撞針翹起，主弹簧被壓縮。撞針通過安全銷和安全球保持在豎起位置，安全銷穿過框架和撞針的孔，安全球的一半進入框架的孔，另一半進入框架的凹槽中。球由安全帽固定在這個位置。
F-1 手榴彈的儲存和運輸沒有保险装置，而是在一个包装箱里分开包装。壳体擰上空塞，引信包装在运输木箱的另外一个盒子中。手榴彈进入武装状态时则需要：擰下空帽，取出引信並小心地將其擰入手榴彈的孔中。
手榴彈裝在木箱裡交付給部隊。箱子裡，手榴彈、引信把手和引信分別放在金屬盒裡。有一把开罐刀可以打開盒子。箱壁和箱蓋上都有標記，標示：箱內手榴彈數量、重量、手榴彈名稱和引信、製造商編號、手榴彈批號、製造年份和危險標誌。

### 性能参数
- 重量：600公克（非武装状态）。
- 長度：117 毫米。
- 直徑：55 毫米。
- 壳體材質：鑄鐵。
- 爆炸填充物：TNT。
- 炸藥重量：60公克。
- 外壳涂装：綠色、卡其色。
- 碎片破壞最大範圍：200 m。
- 安全距離：50 m。

### 优点
簡單、廉價、可靠、經過长時間战争考驗。
引信的优点包括其故障安全作用，当手榴弹意外坠落时，不受冲击能量的影响，无论是坠落在地面、雪地、水中还是沼泽土壤中。

### 缺点
F-1 手榴弹的缺点主要是设计已经过时。
- 炸藥量小，填充的炸药只有60克。
- 600克的铸铁壳体相比现代手榴弹重量大。
- 壳体的预制破片设计不能完全确保形成令人满意的破片形状和破片的最佳质量分布。壳体的破片在很大程度上是随机产生的。
- 延迟引信器有预定的燃烧时间造成的缺点是不能确保手榴弹在触及目标时立即引爆。

## 型号和衍生
二战期间苏联的F-1手榴彈的生產在第254號工廠、第230號工廠（「Tizpribor」）、第53號工廠、波韋涅茨基造船廠、坎達拉沙的機械廠和鐵路樞紐的車間進行。

### F-1戰鬥手榴彈
外壳塗成綠色（從卡其色到深綠色）。

### F-1訓練和模擬手榴彈
外壳会被塗成黑色，帶有白色十字條紋。此外，它的底部還有一個孔。戰鬥導火線沒有顏色。在訓練模拟引信中，銷環和壓桿下部被漆成猩紅色。從外部看，手榴彈有一個由鋼鑄鐵製成的橢圓形肋體。
另一種訓練分離式手榴彈F-1-A（57-G-7214U）是由訓練儀器第一廠於1940年1月開發的。手榴彈的彈體被纵向切掉了四分之一，裡面裝的是石膏。它的目的是展示 F-1 戰鬥手榴彈的结构設計。 

### 其他国家
- 中国，防-1式手榴弹及其改进型54-2式，为该型手榴弹的中国仿制型号。
- 波兰，F-1手榴弹目前仍在使用。[9]

## 使用國
- 阿布哈茲
- 亞美尼亞
- 白俄羅斯
- 保加利亚
- 柬埔寨
- 中华人民共和国
- 古巴
- 顿涅茨克人民共和国
- 爱沙尼亚
- 伊拉克
- 拉脫維亞
- 立陶宛
- 卢甘斯克人民共和国
- 摩尔多瓦
- 蒙古国
- 波蘭
- 羅馬尼亞
- 俄羅斯
- 苏联
- 叙利亚
- 乌克兰
- 越南

## 登場作品

### 電子遊戲
- 2002年—《傭兵戰場2：雙重螺旋》：不能當作行前裝備，但是可以在戰場上擄獲使用，出現在哥倫比亞以及堪察加半島的關卡。
- 2015年—《戰術小隊》：由叛軍所使用。
- 2018年—《逃離塔科夫》
- 2018年—《叛亂：沙漠風暴》：為叛軍專屬手榴彈。
- 2021年—《應徵入伍》：為蘇軍所使用。
- 2024年—《浩劫殺陣2：車諾比之心》

## 參看
- RGD-33手榴彈
- RG-42手榴彈
- RGD-5手榴彈
- MK2-手榴弹